# Autoestrada A12 (Itália)
A Autoestrada A12 (também conhecida como Autostrada Azzurra) é uma autoestrada da Itália que se divide em duas partes desconectadas: a primeira liga Gênova a Rosignano Marittimo, e a segunda Civitavecchia a Roma. É também pertencente à rede de estradas europeias, onde é conhecida como E76.

## História
O primeiro trecho da atual Autoestrada A12 aberto ao tráfego foi aquele entre Recco e Rapallo, em 15 de dezembro de 1965. O segundo, o trecho entre Gênova Nervi e Recco, aberto em 18 de dezembro de 1966. O terceiro, uma interconexão entre Gênova Nervi e a A7, em 18 de dezembro de 1967. O quarto, Rapallo-Chiavari, em 27 de outubro de 1968. O quinto, Lavagna-Sestri Levante, em 1 de março de 1969. O sexto, Brugnato Borghetto Vara-Carrara, em 9 de julho de 1969. O sétimo, o que ligava Chiavari a Lavagna, em 2 de agosto de 1969. O oitavo, Casello di Genova Est, em 31 de julho de 1970. o nono, Sestri Levante-Brugnato Borghetto Vara, em 19 de março de 1971. O décimo foi a inauguração da diramazione Fornola-La Spezia, em 7 de janeiro de 1975. O décimo primeiro, entre Carrara e Livorno, em 7 de janeiro de 1975. O décimo segundo, entre Livorno e Rosignano Marittimo, em 3 de julho de 1933. Por último, foi inaugurado o trecho entre Rosignano Marittimo-San Pietro in Palazzi, em 8 de junho de 2012.
O projeto inicial pretendia ligar a cidade de Genova a Roma. No entanto, o trecho que falta para a conclusão nunca foi completamente executado, por causa dos impactos ambientais negativos que causaria sua construção. Existe, no entanto, uma estrada entre Rosignano Marittimo e Grosseto, mas a conexão entre Grosseto e Civitavecchia somente é feita por uma estrada muito menor e com velocidade máxima reduzida.
Duas propostas foram apresentadas para melhorias desta rodovia. A primeira propõe a construção de uma autoestrada nova, o que poderia causar grande impacto ambiental. Já outros propõe a atualização da estrada já existente para uma autoestrada expressa, o que seria, segundo alguns, mais ambientalmente viável. Desacordos entre ambas as partes levam a uma parada total da conclusão da autoestrada.

## Rota
| GENOVA - ROMA Autostrada Azzurra | |       |       |           |                  |
| Tipo                             | Indicação | ↓km↓  | ↑km↑  | Província | Estrada Europeia |
|                                  | Milano Ventimiglia | 0     |       | GE        |                  |
|                                  | Genova Est | 4,2   |       | GE        |                  |
|                                  | Area parcheggio "Priaruggia Nord" |       |       | GE        |                  |
|                                  | Genova Nervi | 11,5  |       | GE        |                  |
|                                  | Area Servizio "Sant'Ilario" | 14,5  |       | GE        |                  |
|                                  | Area parcheggio "Rupanego Nord" |       |       | GE        |                  |
|                                  | Recco | 22,8  |       | GE        |                  |
|                                  | Area parcheggio "Poggio Sud" | 24,3  |       | GE        |                  |
|                                  | Area parcheggio "Caravaggio Sud" | 26,4  |       | GE        |                  |
|                                  | Rapallo | 28,4  |       | GE        |                  |
|                                  | Area parcheggio "Campodonico Nord" |       |       | GE        |                  |
|                                  | Chiavari | 38,3  |       | GE        |                  |
|                                  | Lavagna | 41,1  |       | GE        |                  |
|                                  | Sestri Levante | 48,7  |       | GE        |                  |
|                                  | Area Servizio "Riviera" | 48,8  |       | GE        |                  |
|                                  | Deiva Marina | 60,5  |       | SP        |                  |
|                                  | Carrodano - Levanto | 70,1  |       | SP        |                  |
|                                  | Brugnato - Borghetto Vara | 75,8  |       | SP        |                  |
|                                  | Area Servizio "Brugnato" | 76,8  |       | SP        |                  |
|                                  | La Spezia - Parma Santo Stefano di Magra                                                                                                 | 94,4  |       | SP        |                  |
|                                  | Area Servizio "Magra" | 96,5  |       | SP        |                  |
|                                  | Sarzana | 101,6 |       | SP        |                  |
|                                  | Carrara | 110,0 |       | MS        |                  |
|                                  | Massa | 116,4 |       | MS        |                  |
|                                  | Versilia | 127,9 |       | LU        |                  |
|                                  | Area Servizio "Versilia" | 131,2 |       | LU        |                  |
|                                  | Lucca - Firenze Viareggio - Camaiore | 135,7 |       | LU        |                  |
|                                  | Pisa Nord Firenze Via Aurelia | 151,0 |       | PI        |                  |
|                                  | Pisa Centro SGC FI-PI-LI Pisa G. Galilei Porto Torre Pendente                                                                            | 161,6 |       | PI        |                  |
|                                  | Area Servizio "Castagnolo" | 163,5 |       | PI        |                  |
|                                  | Livorno Porto SGC Variante Aurelia SGC FI-PI-LI                                                                                          | 170,7 |       | PI        |                  |
|                                  | Collesalvetti SGC FI-PI-LI | 177,8 |       | LI        |                  |
|                                  | Area Servizio "Savalano" | 196,0 |       | LI        |                  |
|                                  | Area Servizio "Fine" | 200,1 |       | LI        |                  |
|                                  | Rosignano Marittimo SGC Variante Aurelia Livorno                                                                                         | 206,0 |       | LI        |                  |
|                                  | Barriera Rosignano Marittimo | 205,9 |       | LI        |                  |
|                                  | San Pietro in Palazzi |       | 251,4 | LI        |                  |
|                                  | Cecina di Val di Cecina Volterra |       |       | LI        |                  |
|                                  | Bibbona-La California |       |       | LI        |                  |
|                                  | Castagneto-Donoratico |       |       | LI        |                  |
|                                  | Barriera San Vincenzo |       |       | LI        |                  |
|                                  | San Vincenzo nord |       |       | LI        |                  |
|                                  | San Vincenzo sud |       |       | LI        |                  |
|                                  | Area Servizio "Venturina" |       |       | LI        |                  |
|                                  | Venturina-Piombino Via Val di Cornia Piombino Porto di Piombino Traghetti per Isola d'Elba e Arcipelago Toscano Stabilimenti siderurgici |       |       | LI        |                  |
|                                  | Area Servizio "Campiglia" |       |       | LI        |                  |
|                                  | Riotorto |       |       | LI        |                  |
|                                  | Follonica nord |       |       | GR        |                  |
|                                  | Barriera Follonica |       |       | GR        |                  |
|                                  | Follonica est Massa Marittima |       |       | GR        |                  |
|                                  | Scarlino |       | 189   | GR        |                  |
|                                  | Gavorrano |       |       | GR        |                  |
|                                  | Gavorrano scalo |       |       | GR        |                  |
|                                  | Giuncarico |       |       | GR        |                  |
|                                  | Braccagni |       |       | GR        |                  |
|                                  | Area Servizio "Braccagni" |       |       | GR        |                  |
|                                  | Area Servizio "Grosseto" |       |       | GR        |                  |
|                                  | Barriera Grosseto |       |       | GR        |                  |
|                                  | Grosseto nord |       |       | GR        |                  |
|                                  | Grosseto Roselle di Paganico Siena Raccordo Firenze-Siena Sinalunga Milano-Napoli Perugia                                                |       |       | GR        |                  |
|                                  | Grosseto Zona industriale |       |       | GR        |                  |
|                                  | Grosseto sud |       |       | GR        |                  |
|                                  | Area Servizio "Rispescia" |       |       | GR        |                  |
|                                  | Barriera Fonteblanda |       |       | GR        |                  |
|                                  | Fonteblanda |       |       | GR        |                  |
|                                  | Area Servizio "Fonteblanda" |       |       | GR        |                  |
|                                  | Albinia |       |       | GR        |                  |
|                                  | Orbetello |       |       | GR        |                  |
|                                  | Ansedonia |       |       | GR        |                  |
|                                  | Area Servizio "Capalbio" solo carreggiata sud                                                                                            |       |       | GR        |                  |
|                                  | Capalbio |       |       | GR        |                  |
|                                  | Area Servizio "Capalbio" solo carreggiata nord                                                                                           |       |       | GR        |                  |
|                                  | Barriera Capalbio |       |       | VT        |                  |
|                                  | Pescia Romana |       | 105,3 | VT        |                  |
|                                  | Centrale Enel |       |       | VT        |                  |
|                                  | Montalto di Castro |       |       | VT        |                  |
|                                  | Riva dei Tarquini |       |       | VT        |                  |
|                                  | Barriera Tarquinia |       | 79,6  | VT        |                  |
|                                  | Tarquinia |       |       | VT        |                  |
|                                  | Area Servizio solo carreggiata nord |       |       | VT        |                  |
|                                  | Strada statale 1 bis Aurelia Orte Milano-Napoli Terni-Cesena-Ravenna                                                                     |       |       | VT        |                  |
|                                  | Area Servizio solo carreggiata sud |       |       | VT        |                  |
|                                  | Via Aurelia |       |       | VT/RM     |                  |
|                                  | Area Servizio "Tolfa" |       |       | RM        |                  |
|                                  | Civitavecchia Nord Porto |       |       | RM        |                  |
|                                  | Area parcheggio "S. Liborio " |       |       | RM        |                  |
|                                  | Barriera Aurelia |       |       | RM        |                  |
|                                  | Civitavecchia Sud |       |       | RM        |                  |
|                                  | Area parcheggio "Belvedere Est" |       |       | RM        |                  |
|                                  | Santa Marinella-Santa Severa |       |       | RM        |                  |
|                                  | Area Servizio "Tirreno" |       |       | RM        |                  |
|                                  | Area parcheggio "Alberobello" |       |       | RM        |                  |
|                                  | Cerveteri - Ladispoli |       |       | RM        |                  |
|                                  | Area parcheggio "Il Pineto" |       |       | RM        |                  |
|                                  | Torrimpietra Via Aurelia Firenze Grande Raccordo Anulare                                                                                 |       |       | RM        |                  |
|                                  | Barriera Roma Ovest |       |       | RM        |                  |
|                                  | Maccarese - Fregene |       |       | RM        |                  |
|                                  | Area Servizio "Arrone" |       |       | RM        |                  |
|                                  | Roma - Fiumicino Napoli Grande Raccordo Anulare                                                                                          |       | 0     | RM        |                  |